# Hypaeus nigrocomosus
Hypaeus nigrocomosus là một loài nhện trong họ Salticidae.
Loài này thuộc chi Hypaeus. Hypaeus nigrocomosus được Eugène Simon miêu tả năm 1900.